# Luvo Manyonga
Luvo Manyonga (* 8. Januar 1991 in Mbekweni bei Paarl) ist ein gesperrter südafrikanischer Weitspringer.

## Sportliche Laufbahn
Manyonga wuchs in ärmlichen Verhältnissen im Südwesten von Südafrika auf. Sein Vater, ein LKW-Fahrer, verließ die Familie bald, so dass er und seine älteren Geschwister allein von der Mutter Joyce aufgezogen wurden. Trotz dieser Umstände nahm Mayonga bei Leichtathletikwettbewerben teil, wo sein Talent im Weitsprung vom lokalen Trainer Mario Smith sofort erkannt wurde und dieser somit die Weichen für eine professionelle Karriere stellte.
2009 nahm man das erste Mal außerhalb von Südafrika von ihm Notiz, als er bei den kontinentalen Leichtathletikmeisterschaften in Mauritius mit 7,49 m Dritter wurde.
2010 kam er in der Weltklasse mit seinem ersten Sprung über 8 Meter (8,19 m in Biberach) an. 2010 konnte er als erst zweiter Afrikaner überhaupt bei den Juniorenweltmeisterschaften in einem Weitsprungwettbewerb gewinnen (Erster war Godfrey Khotso Mokoena).
Im nächsten Jahr konnte er seinen persönlichen Rekord auf 8,26 m verbessern und sich für die Leichtathletik-Weltmeisterschaften qualifizieren. Im Gegensatz zu Landsmann und Olympiasilbermedaillengewinner von 2008 Mokoena konnte sich Manyonga für das Finale qualifizieren und erreichte dort den fünften Platz. 2011 siegte er zudem bei den Afrikaspielen in Maputo.
Gleich zu Beginn der neuen Saison übersprang Mayonga die 8-Meter-Marke bei einem nationalen Event. Aber der mittlerweile sich einstellende finanzielle Erfolg zerstörte sein Privatleben, da viele Freunde und die Familie sich Geld von ihm liehen, so dass Mayonga bald selber Schulden hatte. Sein Trainer aus Jugendtagen Mario Smith versuchte das Problem zu lösen, in dem er die Familie unterstützte, so dass sich sein Schützling wieder auf den Sport konzentrieren konnte. Doch diese Bemühungen zeigten keine Früchte, da Mayonga zu dieser Zeit Tik, einer südafrikanischen Variante von Crystal Meth, zu nehmen begann. Am 20. März 2012 gab er auf Grund des Drogenmissbrauches bei einem nationalen Event eine positive Dopingprobe ab. Er verzichtete auf die Auswertung der B-Probe. Smith vertrat ihn bei der anschließenden Verhandlung und plädierte für eine niedrige Strafe, da die Droge nicht aus Leistungsgründen genommen wurde. Das Tribunal sprach eine leicht verminderte Strafe von 18 Monaten aus. Begründet wurde das verminderte Strafmaß von normalerweise zwei Jahren wie folgt: „Die Vorgaben der WADA [Welt-Anti-Doping-Agentur] müssen respektiert werden, aber die außergewöhnlichen sozialen Umstände, mit denen viele schwarze [black] Athleten in Südafrika konfrontiert sind, können nicht ignoriert werden.“
Nach der Sperre begann er mit dem ehemaligen Ruderer und Kraftsportler aus Irland John McGrath zu trainieren. Während dieser Zeit starb Mario Smith, der von McGrath als Co-Trainer engagiert worden war, bei einem Autounfall auf dem Weg zu einem Wettbewerb Manyongas. Das Begräbnis von ihm versäumte er, weil ihm Crystal-Meth-süchtige Freunde über den Weg liefen. Daraufhin sprangen auch die letzten Förderer ab und McGrath musste ihm Sportschuhe aus der eigenen Tasche kaufen. Doch anstatt spezielle Schuhe für Weitspringer zu kaufen, besorgte er Sprint-Spikes: „Die bleiben beim Absprung am Brett hängen. Luvo ist trotzdem 8,15 Meter gesprungen.“
Daraufhin überzeugte sich der Präsident des Nationalen Olympischen Komitees Gideon Sam von den Lebensumständen des Sportlers. Er war davon so schockiert, dass er dem Hochleistungssportler anbot, sein zukünftiges Training (Trainer: Toby Sutcliffe und Neil Cornelius) zu bezahlen und ihm eine Unterkunft an der Universität Pretoria zur Verfügung zu stellen. Manyonga nahm das Angebot an und nahm das Training Mitte 2015 wieder auf.
Im März 2016 stellte er in Pretoria eine neue persönliche Bestleistung mit 8,30 m auf. Bei den Afrikameisterschaften im selben Jahr gelang ihm mit Silber seine erste Medaille bei diesem Event, so dass er durchaus mit Außenseiterchancen zu den Olympischen Spielen nach Rio de Janeiro reiste. Diese Rolle konnte er eindrucksvoll bestätigen und verpasste die Goldmedaille hinter Jeff Henderson nur um einen Zentimeter. Bis zum letzten Sprung (6. Sprung) von Henderson war Manyonga sogar auf Goldkurs.
Dieses Mal gab es aber nach den Erfolgen keinen Einbruch und Mayonga konnte seinen persönlichen Rekord 2017 sogar auf 8,62 m verbessern. Das war der weltweit weiteste Sprung seit 2009. Bei den südafrikanischen Meisterschaften im April 2017 verbesserte er seine Bestmarke um weitere 3 Zentimeter auf 8,65 m, womit er auf Platz elf der ewigen Bestenliste steht (Stand: Mai 2017). Ende 2016 hatte er angekündigt, dass er die neun Meter im Bereich des Möglichen sieht – er wäre der erste Mensch, der diese Marke überbieten könnte. Bei den Weltmeisterschaften in London siegte er mit 8,48 m vor dem US-Amerikaner Jarrion Lawson (8,44 m) und seinem Landsmann Ruswahl Samaai (8,32 m).
Bei den Hallenweltmeisterschaften 2018 in Birmingham gewann er die Silbermedaille. Mit 8,44 m landete er nur zwei Zentimeter hinter dem Sieger Juan Miguel Echevarría und zwei Zentimeter vor dem Drittplatzierten Marquis Dendy. Bei den Commonwealth Games im australischen Gold Coast siegte er mit einem Meisterschaftsrekord von 8,41 m vor dem Australier Henry Frayne.
2019 kam Manyonga bei den Weltmeisterschaften in Doha mit 8,28 m auf den 4. Platz.

### Dopingsperre
Im Dezember 2020 wurde Manyonga wegen Verstoßes gegen die Antidopingregeln vorläufig suspendiert. Ihm warf man vor in den Jahren 2018 und 2019 viermal keine korrekten Angaben zu seinem Aufenthaltsort gemacht zu haben. Im Juni 2021 wurde er für vier Jahre vom 1. Oktober 2020 bis 22. Dezember 2024 gesperrt.